# Leptarthrus
Leptarthrus is een vliegengeslacht uit de familie van de roofvliegen (Asilidae).

## Soorten
- L. brevirostris (Meigen, 1804)
- L. krali Hradský & Geller-Grimm, 1997
- L. vitripennis (Meigen, 1820)